# Winfried Maechler
Winfried Maechler (* 12. April 1910; † 13. August 2003 in Berlin) war ein deutscher evangelisch-lutherischer Pastor und Mitglied der Bekennenden Kirche.

## Leben und Wirken
Maechler hörte zusammen mit Dietrich Bonhoeffer bei Karl Barth in Bonn Vorlesungen zur Evangelischen Dogmatik und gehörte seit 1932 einem Kreis junger Theologen an, der sich um den jungen Privatdozenten Dietrich Bonhoeffer in Berlin geschart hatte. Während der Weltjugendkonferenz im dänischen Fanø 1934 hielt der junge Vikar Maechler auf Vorschlag Bonhoeffers ein Referat zum Thema „Christ und Staat“, mit dem er seine kritische Sicht auf den NS-Staat ausbreitete. Nachdem Bonhoeffer 1935 das illegale Predigerseminar der Bekennenden Kirche in Finkenwalde gegründet hatte (einen Vorläufer gab es in Zingst), gehörten Winfried Maechler, Albrecht Schönherr und Eberhard Bethge dem ersten Kurs dieses Seminars an. Damit gehörten sie zum engsten Kreis um Dietrich Bonhoeffer. Maechler kümmerte sich darum, dass mit Spenden Einrichtungsgegenstände für das noch leere Seminarhaus beschafft werden konnten.
Zunächst wurde Maechler die Leitung der Gemeinde der Bekennenden Kirche in Finkenwalde übertragen. Von 1936 an war er zunächst Hilfsprediger. Später wurde er zum Pfarrer in Schlawe berufen – der letzte deutsche Geistliche dieses Ortes. Mit Beginn des Zweiten Weltkrieges, wurde Winfried Maechler zur Wehrmacht eingezogen und musste Kriegsdienst leisten. Nach dem Krieg wurde er Pfarrer an der Epiphanienkirche in Berlin-Westend. In dieser Gemeinde fungierte er auch als Anlaufpunkt für weitere aus Schlawe ausgesiedelte Gemeindemitglieder und gründete einen Schlawe-Heimatkreis. Von dort ging er im Jahre 1960 als Nachfolger von Eberhard Bethge in eine Londoner Gemeinde und übernahm die Pfarrstelle Sydenham, zu der die beiden Gemeinden St. Georg mit St. Paul gehörten. Für die vielen jungen deutschen Frauen, die nach Süd-London geheiratet hatten, rief er an der Bonhoefferkirche einen Frauenkreis ins Leben. Zwei Jahre später 1962 kam ein Jugendgruppe hinzu. Einmal wöchentlich organisierte er ein Treffen für deutsche Lehrerstudenten, die nach London kamen. Er baute auch enge ökumenische Beziehungen zu benachbarten Kirchen auf. Sogar mit einer jüdischen Gemeinde in Ilford initiierte er Kontakte. So organisierte er zusammen mit Rabbi Blue vom Weltbund für liberales Judentum ein christliches Aufbaulager im Rahmen der „Europäischen Aktion“, an dem auch jüdische Jugendliche teilnahmen.
Maechler war Mitglied der Christlichen Friedenskonferenz und nahm an den Allchristlichen Friedensversammlungen 1962 und 1978 in Prag teil.
Im Jahr 1968 ging er von London nach Berlin zurück. Die Evangelische Akademie wurde sein neues Arbeitsfeld, bis er in den Ruhestand eintreten konnte. Hier wohnte er auch, bis seine Frau starb. In diesen Jahren veröffentlichte er Aufsätze in der Zeitschrift des Weißenseer Arbeitskreises. Seine letzten Lebensjahre verbrachte er in einem Spandauer Seniorenheim.
In einem Grußwort zum 100. Geburtstag von Harald Poelchau würdigte der EKD-Ratsvorsitzende Wolfgang Huber auch das Wirken des Bonhoeffer-Schülers Winfried Maechler.
Maechler war verheiratet und Vater von fünf Kindern.

## Werke

### Bücher
- Ein Christ in den Wirren des 20. Jahrhunderts. Biographisches (Taschenbuch)
- Gewaltfreie Aktion. Das Problem der Gewalt bei Christen, Juden und Moslems
- Mitwirkung an dem Sammelband: Ich will euer Gott sein, Band II: Neues Testament. Burckhardthaus-Verlag GmbH 1961

### Audiovisuelle Medien
- Diareihe: «Dietrich Bonhoeffer» , 38 Schwarzweiss-Dias mit Textheft, EZB, Witten; vor 1983. Leben und Wirken von Bonhoeffer: Jugend, Begegnung mit Karl Barth, New York, Judenverfolgungen, Bekennende Kirche, Finkenwalde, Widerstand gegen Hitler, Gefangenschaft in Tegel, Hinrichtung in Flossenbürg. Ab 15 Jahren[4]
- Bonhoeffer-Video (2003). Bearbeitet von Klaus Maria Brandauer, Desmond Tutu, Adele Schmidt, Eberhard Bethge, John De Gruchy, Martin Doblmeier, Richard Mancini, Wolfgang Huber, Victoria Barnett, Christian Gremmels, Otto Dudzus, John Conway, Renate Bethge, Jean Lasserre, Winfried Maechler[5]